# Ręby (Zawiercie)
Ręby – osiedle w zachodniej części Zawiercia, do 1965 roku oddzielna miejscowość.
Dawniej kolonia Blanowic, od 1867 w gminie Kromołów. Za Królestwa Polskiego gmina Kromołów należała początkowo do powiatu olkuskiego w guberni kieleckiej. W 1890 roku gminę Kromołów przyłączono do powiatu będzińskiego w guberni piotrkowskiej. W II RP Ręby przynależały do woj. kieleckiego, gdzie 31 października 1933 weszły w skład gromady Blanowice w gminie Kromołów.
Podczas II wojny światowej włączone do III Rzeszy.
Po wojnie w woj. śląskim i katowickim, gdzie stanowiły część gromady Blanowice w gminie gminy Kromołów.
1 stycznia 1951 kolonię Ręby z przysiółkiem Stawki wyłączono z gromady Blanowice w gminie Kromołów i włączono do miasta Zawiercia.
W związku z reformą znoszącą gminy jesienią 1954 roku, Ręby włączono do nowo utworzonej gromady Blanowice w powiecie zawierciańskim.
1 stycznia 1965 kolonię Ręby wyłączono z gromady Blanowice i włączono do miasta Zawiercia.